# Crotalaria socotrana
Crotalaria socotrana es una especie de planta fanerógama perteneciente a la familia Fabaceae. Se encuentra solamente en Yemen en la isla de Socotra.

## Hábitat
Es un árbol pequeño o arbusto que se encuentra en los bosques submontanos húmedos, bosques semicaducos a una altitud de 550 a 650 metros. Son las únicas especies de árboles del género en Socotra.

## Taxonomía
Crotalaria socotrana fue descrita por (Balf.f.) Thulin y publicado en Kew Bulletin 53: 460. 1998.